# SPAD S.VII
Pour les articles homonymes, voir S7.
Le SPAD S.VII est un avion biplan français utilisé lors de la Première Guerre mondiale, fabriqué par la SPAD, et reconnu comme un appareil solide et robuste, possédant de bonnes caractéristiques de vol. Il fut la monture d'un certain nombre d'as, dont Georges Guynemer.

## Historique
En février 1915, l'ingénieur suisse Marc Birkigt modifie le moteur Hispano-Suiza V8, alors destiné à l'automobile, pour l'utiliser en aéronautique.
Louis Béchereau, ingénieur en chef de la société SPAD, dessine autour de ce moteur le prototype d'un nouveau chasseur, dont les essais en vol, en avril 1916, révéleront une grande robustesse, une plate-forme de tir très stable, une excellente vitesse de pointe et une très bonne vitesse ascensionnelle, ainsi que de remarquables performances en plongée, ce qui permit aux pilotes alliés de prendre l'initiative d'engager ou de quitter le combat très rapidement.
Bien que quelques SPAD VII fussent livrés aux unités de premières lignes dès le mois d'août 1916, la majorité des appareils fut engagée  début 1917 avec une version améliorée du moteur Hispano-Suiza développant 180 ch (dénommée 8AB), qui devint la norme sur les SPAD S.VII, augmentant ainsi les performances de l'appareil (vitesse max : 208 km/h au lieu de 192 km/h).
Les Anglais étant intéressés par cet avion, des mesures furent prises pour produire le S.VII sur le sol britannique, Blériot SPAD Aircraft & work et Mann, Egerton & Co. Ltd produiront ainsi des appareils sous licence. Le premier S.VII anglais effectua son vol d'essai en avril 1917 et atteint des performances égales à son homologue français. Il subsiste toutefois des différences entre les deux modèles. Les Britanniques furent notamment préoccupés par la pauvreté de l'armement original du S. VII : une unique mitrailleuse. Un avion fut donc testé avec une mitrailleuse supplémentaire Lewis au-dessus de l'aile supérieure en mai 1917, mais cette solution diminuant les performances de l'appareil elle ne fut pas retenue, et le SPAD S.VII continua de voler avec une seule mitrailleuse Vickers.
Il est cependant rapidement apparu que les lignes de production britanniques avaient des normes de qualité inférieures, produisant des avions de moindres performances. La qualité des coutures, la fragilité du train et le manque d'efficacité des radiateurs firent que la plupart des S.VII britanniques furent utilisés à des fins de formation, les unités de première ligne britanniques étant équipées de modèles français. La production  anglaise fut rapidement stoppée  en faveur d'autres appareils, après environ 220 S.VII fabriqués.

## Conception

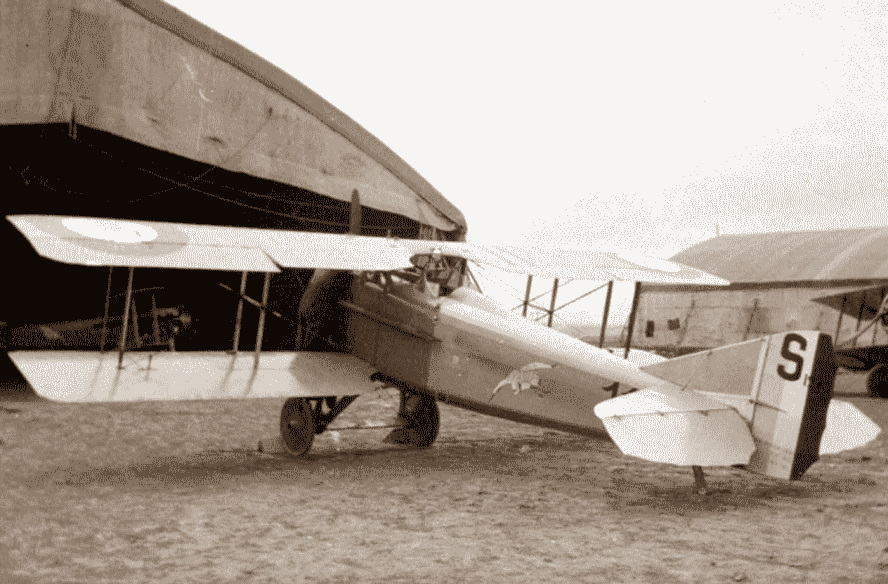
Le SPAD VII de François Battesti à l'escadrille SPA 73 en 1917.

Cet appareil possédait une structure très robuste, le fuselage étant composé d'un cadre en bois recouvert de tissu, tandis que la partie avant était en acier recouvert d'une bâche. Son armement se composait d'une unique mitrailleuse Vickers tirant au travers de l'hélice au moyen d'un dispositif de synchronisation "Birkigt".

## Engagement
Le premier appareil livré à une unité de première ligne fut le nº S.122 affecté au Sergent Jean Sauvage de la N.65, suivi par le S.113, attribué à Georges Guynemer de la N.3. Armand Pinsard, de la N.26, fut le premier à obtenir une victoire aérienne avec cet avion, le 1er novembre 1916. Vers la mi-1917, quelque 500 SPAD étaient en service en première ligne, après avoir presque totalement remplacé le Nieuport 17. René Fonck, l'as français (75 victoires), déclara à propos du SPAD « qu'il changea complètement le visage du combat aérien ». De nouvelles tactiques basées principalement sur la vitesse furent développées pour tirer profit de la puissance du SPAD, afin de compenser son relatif manque de maniabilité.
Les forces aériennes alliées furent elles aussi équipées du nouveau chasseur. Le Royal Flying Corps fut le premier corps étranger à mettre en service le S.VII, même si en dépit de l'enthousiasme initial pour ce nouveau modèle, seules deux escadrilles (Squadron 19 et Squadron 23) l'utiliseront sur le front occidental. En outre, les écoles de chasse du Royaume-Uni et trente escadrilles basées en Mésopotamie furent également dotées de SPAD.
La Belgique équipa la 5e escadrille de chasse (rebaptisée plus tard 10e Escadrille) de S.VII. Edmond Thieffry fut probablement le plus célèbre pilote belge sur ce type d'appareil, la plupart des autres pilotes préférant le Hanriot HD 1, comme Willy Coppens notamment.
La Russie reçut un lot de 43 appareils au printemps 1917 qui furent utilisés avec succès, auxquels il faut ajouter environ cent SPAD S.VII fabriqués sous licence par l'usine Duks.
L'Italie commença à employer le SPAD S.VII en mars 1917 (neuf Squadriglie en furent équipées). Comme ce fut le cas souvent, les pilotes habitués à plus de maniabilité éprouvèrent des difficultés à s'adapter au nouveau chasseur, et la plupart lui préférèrent le Nieuport 24/27 ou le Hanriot HD.1, plus agiles en combat tournoyant. L'as italien Francesco Baracca fut ravi de ce nouveau modèle et son avion est encore conservé aujourd'hui en Italie.
Lorsque les États-Unis entrent en guerre en 1917, une commande de 189 SPAD S.VII est passée par l'American Expeditionary Force. Le premier appareil fut livré à ce contingent en décembre 1917. La plupart furent utilisés comme appareil de formation pour entraîner les pilotes américains (comme l'as Edward Rickenbacker) à l'utilisation de SPAD S.XIII.
Plus étonnant, un autre utilisateur du SPAD S.VII fut l'Allemagne, plusieurs appareils intacts étant capturés par les Allemands et les Austro-Hongrois et réutilisés au combat. Rudolph Windisch, du Jasta 66, vola sur un SPAD S.VII. Les victoires obtenues par des pilotes allemands sur SPAD restent inconnues.
Après la guerre, de nombreux SPAD S.VII furent utilisés jusqu'à la fin des années vingt par  beaucoup de pays comme le Brésil, les États-Unis, la Finlande, la Grèce, le Japon, les Pays-Bas, le Pérou, la Pologne, le Portugal, la Roumanie, le Siam, la Tchécoslovaquie, la Yougoslavie.

## Évolution
Le SPAD S.VII fut progressivement remplacé par le SPAD S.XIII, mais resta un atout important pour l'aviation militaire pendant la guerre.

## Appareils notables
Le Musée de l'Air et de l'Espace du Bourget expose l'un des SPAD S.VII de l'aviateur Georges Guynemer : le no 254, qu'il pilota de février à juillet 1917, avec lequel il remporta 19 victoires homologuées et 11 probables. Exposé dans la cour d'honneur de l'Hôtel national des Invalides en octobre 1917 à l'annonce de la mort de l'as, cet avion y demeura jusqu'en 1969.

### Documentaires télévisés
- Le SPAD de Alain Le Kim et Isabelle Chapman de la série Les ailes de France sur Planète+, 1998.